# Per Gedda
Per Olof Harald Gedda (ur. 28 sierpnia 1914 w Västra Frölunda, zm. 4 lipca 2005 w Sztokholmie) – szwedzki żeglarz, dwukrotny olimpijczyk, zdobywca srebrnego medalu w regatach na letnich igrzyskach olimpijskich w 1952 roku w Helsinkach.
Na Letnich Igrzyskach Olimpijskich 1952 zdobył srebro w żeglarskiej klasie Dragon. Załogę jachtu Tornado tworzyli również Sidney Boldt-Christmas i Erland Almkvist.
Szesnaście lat wcześniej zdobył zaś 4. lokatę w klasie 8 metrów na jachcie Ilderim. Załogę uzupełniali wówczas Wilhelm Moberg, Marcus Wallenberg, Detlow von Braun, Bo Westerberg i Tore Holm.
Jego wujem był Erik Wallerius, również żeglarz-olimpijczyk.